# 椋神社
椋神社（むくじんじゃ）は、「延喜式神名帳」に掲載された武蔵国秩父郡の式内社である。同名社が秩父郡市内に5社を数え、明治政府はいずれの神社にも式内社と称することを許したという。
- 椋神社（埼玉県秩父市下吉田）
- 椋神社（埼玉県秩父郡皆野町皆野）
- 椋神社（埼玉県秩父郡皆野町野巻）
- 椋神社（埼玉県秩父市蒔田）
- 椋神社（埼玉県秩父市蒔田）
- 五所神社（埼玉県秩父市伊古田）…秩父市下吉田の椋神社を分霊したと言われている。

ここでは、埼玉県秩父市下吉田に鎮座する椋神社について記載する。

## 概要
旧社格は県社。元は井椋（いくら）五所大明神と号しており「いくらじんじゃ」が本来の呼称である。近世になり地元以外から「むくじんじゃ」と読まれることが多くなり現在の呼称になったという。例祭の際に龍勢を打ち上げる秩父吉田の龍勢は有名である。
明治17年（1884年）10月31日、秩父困民党の決起集会が行われた場所でもある。秩父事件120周年を迎えた2004年には、記念作品映画「草の乱」の撮影が行われた。

## 祭神
下吉田椋神社
- 猿田彦命
- 武甕槌命
- 経津主命
- 天児屋根命
- 比売命

中蒔田椋神社
- 猿田彦命
日本武尊が東征の際、光を放った矛に導かれ、井の辺のムクの木陰から猿田彦命が現れ道案内をした。矛を神体として猿田彦命を祀った。

上蒔田椋神社
- 大己貴命
日本武尊が東征の際、光を放った矛に導かれ、井の辺のムクの木陰から大己貴命が現れ道案内をした。矛を神体として大己貴命を祀った。

## 由緒
社伝によれば、日本武尊が東征の折創建したという。
神殿の造立起源は和銅3年（710年）、多治比真人が籾五斗と荷前を奉ったことという。

### 社格

#### 神階
椋神
- 貞観13年（871年）11月10日 - 從五位上[1]
- 永徳2年（1382年） - 從二位

#### 近代社格制度
椋神社
- 明治六年 - 郷社
- 明治15年6月15日 - 県社
- 大正10年10月4日 - 神饌幣帛料供進神社

## 摂末社
一の鳥居左側の境内社
- 両神神社

本殿左側の境内社の合殿
- 稲荷神社、菅原神社、白鳥神社

本殿左側の境内社の合殿
- 神明神社、琴平神社、諏訪神社

本殿左側の境内社
- 若宮八幡社 - 大正5年11月13日に秩父十郎武綱の館の邸内社を合祀

## 文化財
- 国指定重要無形民俗文化財
  - 秩父吉田の龍勢
- 秩父市指定有形文化財
  - 椋神社本殿
  - 八幡神社旧本殿
  - 筋かぶと

## アクセス
下吉田椋神社
- 秩父鉄道秩父駅または西武秩父線西武秩父駅から西武観光バス「吉田元気村」（秩父吉田線）行きに乗車。バス停「龍勢会館」下車後、徒歩10分。
※バスの本数が少ないので注意が必要

中蒔田椋神社
- 秩父鉄道秩父駅または西武秩父線西武秩父駅から西武観光バス「小鹿野車庫」または「栗尾」行きに乗車。バス停「中蒔田」下車すぐ。

上蒔田椋神社
- 秩父鉄道秩父駅または西武秩父線西武秩父駅から西武観光バス「小鹿野車庫」または「栗尾」行きに乗車。バス停「府坂入口」下車すぐ。

## 所在地
- 埼玉県秩父市下吉田7377

北緯36度2分42.32秒 東経139度1分58.52秒 / 北緯36.0450889度 東経139.0329222度
国土地理院 地図閲覧システム 2万5千分1地形図名：皆野